# Коломино (Московская область)
Коломи́но — деревня в Раменском муниципальном районе Московской области. Входит в состав сельского поселения Новохаритоновское. Население — 60 чел. (2010).

## Название
Название связано с предполагаемым некалендарным личным именем Колома.

## География
Деревня Коломино расположена в восточной части Раменского района, примерно в 18 км к северо-востоку от города Раменское. Высота над уровнем моря 156 м. Ближайший населённый пункт — деревня Фрязино.

## История
В 1926 году деревня являлась центром Коломинского сельсовета Карповской волости Богородского уезда Московской губернии.
С 1929 года — населённый пункт в составе Раменского района Московского округа Московской области.
До муниципальной реформы 2006 года деревня входила в состав Новохаритоновского сельского округа Раменского района.

## Население
| 1926 | 2002 | 2010 |
| ---- | ---- | ---- |
| 328  | ↘49  | ↗60  |

В 1926 году в деревне проживало 328 человек (155 мужчин, 173 женщины), насчитывалось 59 хозяйств, из которых 44 было крестьянских. По переписи 2002 года — 49 человек (20 мужчин, 29 женщин).